# Pacifigorgia cairnsi
Pacifigorgia cairnsi är en korallart som beskrevs av Breedy och Rafael Guzmán 2003. Pacifigorgia cairnsi ingår i släktet Pacifigorgia och familjen Gorgoniidae. Inga underarter finns listade i Catalogue of Life.